# 箭田町
箭田町（やたちょう）は、岡山県吉備郡にあった村。現在の倉敷市の一部にあたる。

## 地理
小田川中流域の沖積平野に位置していた。

## 歴史
- 1876年（明治9年）下道郡矢田村、八田村が合併して箭田村が成立[2]。
- 1889年（明治22年）6月1日、町村制の施行により、下道郡箭田村が単独で村制施行し、箭田村が発足[1][2]。大字は編成せず[2]。
- 1900年（明治33年）4月1日、郡の統合により吉備郡に所属[1][2]。
- 1950年（昭和25年）4月1日、町制施行し箭田町となる[1][2]。
- 1952年（昭和27年）4月1日、吉備郡二万村、大備村、薗村、呉妹村と合併し、真備町を新設して廃止された[1][2]。合併後、真備町大字箭田となる[2]。

### 地名の由来
大化前代の部民である八田部にちなむ。

## 産業
- 農業、養蚕、足袋製造[2]
- 1904年（明治37年）妹尾達三郎が足袋製造を開始し、1912年（大正元年）徳王足袋会社を設立した[2]。

## 教育
- 1947年（昭和22年）箭田村・二万村・穂井田村・呉妹村組合立箭田中学校開校[2]。